# Мария Калас
Мария Калас (на гръцки: Μαρία Κάλλας) е американска оперна певица от гръцки произход, сопрано.

## Биография
Родена е като Мария Анна София Кекилия Калогеропулу (на гръцки: Μαρία Άννα Σοφία Καικιλία Καλογεροπούλου) на 2 декември 1923 г. в семейството на Евангелия Димитриади (накратко Лица Демес) и Джордж Калогеропулос, в Ню Йорк, САЩ. Учи оперно пеене в Гърция и става известна в Италия, където дебютира в Ла Скала през 1951 г. На 22 май 1964 г. Мария Калас изпълнява ролята на Норма в операта „Норма“ на Винченцо Белини в Парижката опера.
Умира на 16 септември 1977 г. Известна е и с дългогодишната си любовна връзка с гръцкия милионер Аристотел Онасис.
„Мария Калас е най-високият връх в певческото изкуство на ХХ век. Гласът ѝ беше феноменален, на основата на невероятна техника, съвършена музикалност и магнетично присъствие на сцената. Тези уникални качества я направиха мит в историята и във въображението на обществото...“ – Райна Кабаиванска.

## Записи
Към 2014 г. звукозаписната компания „Уорнър класикс“ издава всички студийни записи на Калас – 69 компактдиска.

## В популярната култура
- През 2002 г. Франко Дзефирели продуцира и режисира филма „Калас завинаги“. Главната роля се изпълнява от Фани Ардан.[3]
- През 2024 г. излиза биографичният филм „Мария“, в който ролята на Калас се играе от Анджелина Джоли.[4]